# 고노촌 (오카야마현)
고노촌(鴻村)은 오카야마현 고지마군 고지마반도 중앙에 있던 촌이다. 현재의 구라시키시에 해당한다.

## 역사
- 1889년 6월 1일 - 정촌제 시행에 의해 시모촌, 가미촌의 구역을 가지고 성립하였다.
- 1907년 4월 1일 - 다노쿠치촌과 합병해 고토우라촌이 성립하여, 동일 고노촌은 폐지되었다.

## 교통

### 철도
현재는 구촌에 혼시비산선 (세토오하시선)의 가미노초역이 소재하지만 당시엔 미개통

## 참고문헌
- 角川日本地名大辞典 33 岡山県